# Sumbawa
Sumbawa – indonezyjska wyspa w archipelagu Małych Wysp Sundajskich, między wyspą Lombok a Flores. Jej powierzchnia wynosi 15 448 km².
Silnie rozwinięta linia brzegowa. Wyspa jest górzysta, o wysokości do 2850 m n.p.m. (Tambora). Ważniejsze miasta na wyspie: Sumbawa Besar i Bima.

## Wulkan Tambora
10 kwietnia 1815 na wyspie miał miejsce niezwykle potężny wybuch wulkanu Tambora. Unicestwił on całkowicie rdzenny lud Tambora, zamieszkujący dawniej wyspę i zabił dziesiątki tysięcy ludzi poza nią. Miał konsekwencje odczuwalne na całej Ziemi (m.in. rok bez lata).